# Бројевне средине
Бројевне средине су један од основних појмова статистике.